# Клинок (село, Жирятинский район)
Не следует путать с одноимённой деревней в том же административном районе.
Клинок — село в Жирятинском районе Брянской области, в составе Воробейнского сельского поселения. 
 Расположено в 3 км к северо-востоку от села Норино. 

## История
Согласно преданию, в XVII веке здесь существовал монашеский скит, вблизи которого образовалось поселение, при этом часовня около 1670 года была обращена в приходской храм Иоанна Богослова (последнее здание 1746; не сохранился). Бывшее владение Саввы Щербы; в 1710-1720-х гг. находилось во владении князя Меншикова и получило название «Богословка»; с 1761 года во владении Разумовских.
До 1781 года входило в Почепскую (1-ю) сотню Стародубского полка; с 1782 по 1918 гг. — в Мглинском уезде (с 1861 — в составе Воробейнской волости); в 1918—1929 гг. — в Почепском уезде (Воробейнская, с 1924 — Балыкская волость).
С 1919 до 1930-х гг. — центр Клинокского сельсовета, затем до 2005 в Норинском сельсовете (в 1946—1954 в Буднянском сельсовете). В 1929—1939 и 1957—1985 гг. — в составе Почепского района.

## Население
| 2010 | 2013 |
| ---- | ---- |
| 40   | ↘30  |